# Rugops
Rugops ("vrásčitá tvář") byl velkým masožravým dinosaurem (teropodem) z čeledi Abelisauridae, který žil asi před 95 miliony let (období svrchní křídy) na území dnešního afrického Nigeru. Fosílie dinosaura byly poprvé objeveny v roce 2000.

## Historie
Rugops byl popsán mezinárodním týmem paleontologů vedených Paulem Serenem roku 2004. Typovým a jediným známým druhem je R. primus.

## Popis
Tento středně velký abelisaurid měl charakteristickou vysokou a krátkou lebku a dosahoval délky asi 6 metrů, jeho hmotnost se pohybovala kolem 750 kg. Poměrně slabá spodní čelist a celková stavba lebky svědčí o tom, že tento teropod byl spíše mrchožroutem, než aktivním predátorem.

## V populární kultuře
Rugops se objevuje v dokumentu Planet Dinosaur z roku 2011. V prvním díle tohoto počítačovými triky nabitého snímku z produkce BBC je vykreslen jako oportunistický mrchožrout, přiživující se na úlovcích mnohem většího teropoda spinosaura.